# Jan Bistřický

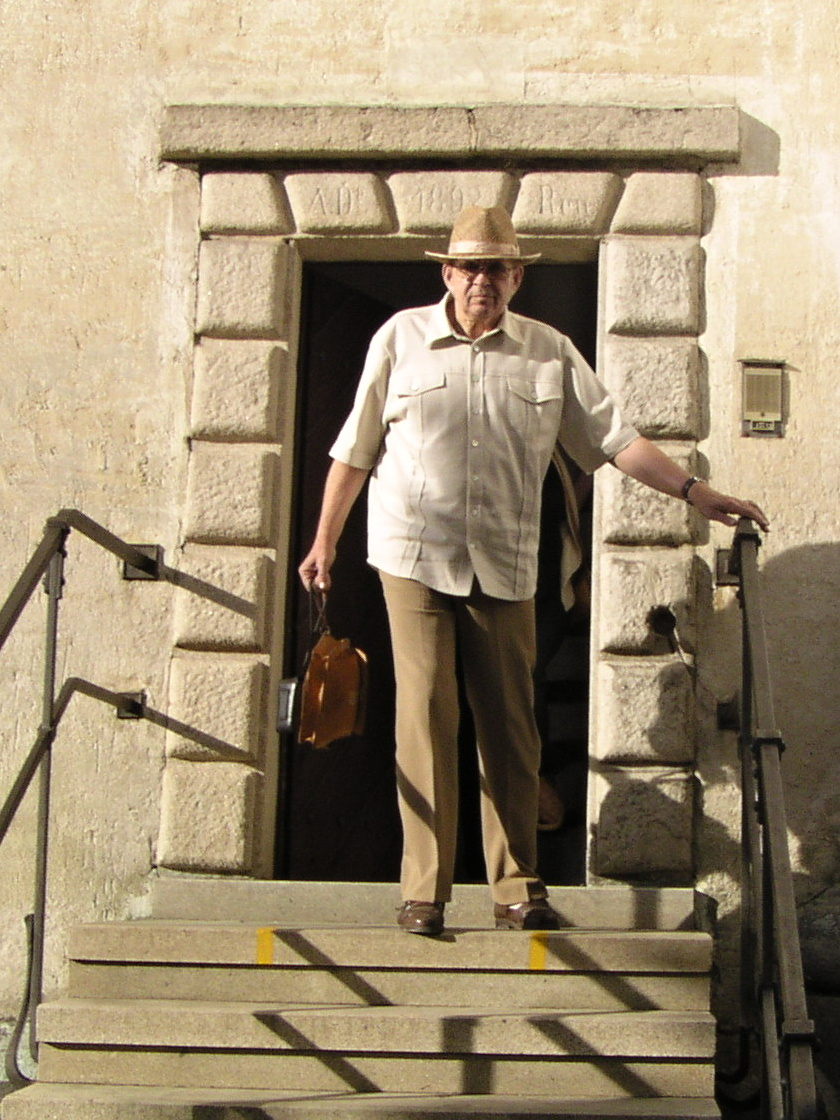
Jan Bistřický in Dačice (2004)

Jan Bistřický (* 12. Juni 1930 in Brünn; † 21. Oktober 2008 in Dačice) war ein tschechischer Historiker, Archivar, Kodikologe, Paläograph und Diplomatiker.

## Leben
Jan Bistřický war der Sohn eines Dačicer Landmaschinenfabrikanten und einer Schulrektorin. Von 1945 bis 1949 besuchte er das Otokar-Březina-Gymnasium in Telč. Anschließend studierte er Historische Hilfswissenschaften an der Masaryk-Universität Brünn. Schon während des Studiums wandte er sich der Diplomatik zu und befasste sich mit den Urkunden des Vyšehrader Kollegiatstifts. Wegen seiner sozialen Herkunft war es ihm versagt, nach Studienabschluss 1953 eine wissenschaftliche Hochschullaufbahn anzustreben. Deshalb arbeitete er zunächst im Archiv für Landwirtschaft und Forstwesen in Janovice bei Rýmařov. 1955 wechselte er an das Staatsarchiv in Olmütz, wo er die Archivalien des Olmützer Domkapitels verwaltete und sich besonders mit den Urkunden des Bischofs Heinrich Zdík befasste. Erst 1964 erlangte er eine Stelle als wissenschaftlicher Assistent bei Zdeněk Kristen an der Philosophischen Fakultät der Universität Olmütz, wo er nach der Promotion einen Lehrauftrag für Geschichte erhielt. In seinem wissenschaftlichen Werk befasste er sich überwiegend mit der böhmischen Geschichte der Přemysliden und der Herrschaft der Luxemburger im 14. Jahrhundert. Besondere Aufmerksamkeit widmete er den damaligen Bischöfen des Bistums Olmütz sowie dem Olmützer Domkapitel. Obwohl er eine Habilitation anstrebte, konnte er sie nicht realisieren, da er die Vorgaben der marxistischen Methodologie nicht erfüllte. Erst nach der politischen Wende von 1989 wurde er mit einer Schrift über den bedeutenden Bischof Heinrich Zdík, der von 1126 bis 1250 amtierte, habilitiert.
Seit 1983 war Jan Bistřický Mitglied der Internationalen Kommission für Diplomatik (Commission Internationale de Diplomatique), für die er 1992 in Olmütz ein Kolloquium organisierte, dessen Ergebnisse er 1998 herausgab. Zudem war er Mitglied der Kommission für die Herausgabe von mittelalterlichen Quellen aus dem Urkundenwesen der Tschechischen Akademie der Wissenschaften (Komise pro vydávání středověkých pramenů diplomatické povahy, AV ČR).
2008 verfasste Jan Bistřický gemeinsam mit dem Musikwissenschaftler Stanislav Červenka eine Beschreibung des Horologium Olomucense, einer illustrierten Handschrift, die vom Olmützer Bischof Heinrich Zdík in Auftrag gegeben worden war. Sie wurde im Jahre 2011 postum von Stanislav Červenka, Ivo Barteček und Thomáš Bistřický herausgegeben.

## Veröffentlichungen (Auswahl)
- Handschriftenzensus Staatsarchiv Olmütz: mit Miroslav Boháček, František Čáda: Seznam rukopisů Metropolitní kapituly v Olomouci. In: Státní archiv v Opavě. Průvodce po archivních fondech. Band 3: Jan Bistrický, František Drkal, Miloš Kouřil: Pobočka v Olomouci (= Průvodce po státních archivech. 14). Archivní Správa Ministerstva Vnitra, Prag 1961, S. 101–177, [Deutsch, etwa: Verzeichnis der Handschriften des Metropolitankapitels in Olmütz. In: Staatsarchiv in Troppau. Führer durch die Archivbestände. Band 3: Niederlassung in Olmütz. (= Wegweiser zum Staatsarchiv. 14).].
- Studien zum Urkunden-, Brief- und Handschriftenwesen des Bischofs Zdík von Olmütz. In: Archiv für Diplomatik. Band 26, 1980, S. 135–258, doi:10.7788/afd.1980.26.jg.126.
- Das Kanzlei- und Urkundenwesen der Bischöfe von Olmütz im 14. Jahrhundert. In: Landesherrliche Kanzleien im Spätmittelalter. Referate zum VI. Internationalen Kongreß für Diplomatik, München 1983 (= Münchener Beiträge zur Mediävistik und Renaissance-Forschung. 35). Teilband 1.  Arbeo-Gesellschaft, München 1984, ISBN 3-920128-36-2, S. 351–360, (online).
- Graphische Symbole in den ältesten böhmischen Urkunden. In: Peter Rück (Hrsg.): Graphische Symbole in mittelalterlichen Urkunden Beiträge zur diplomatischen Semiotik (= Historische Hilfswissenschaften. 3). Thorbecke, Sigmaringen 1996, ISBN 3-7995-4203-5, S. 595–606.
- Die Bischöfe von Olmütz. In: Erwin Gatz, Clemens Brodkorb (Hrsg.): Die Bischöfe des Heiligen Römischen Reiches. 1198 bis 1448. Ein biographisches Lexikon. Berlin 2001, ISBN 3-428-10303-3, S. 503–516.
- Die älteste Besiedelung des oberen Thayatals. In: Das Waldviertel. Zeitschrift für Heimat- und Regionalgeschichte des Waldviertels und der Wachau. Neue Folge, Band 50, Nr. 1, 2001, ISSN 0259-8957, S. 29–37.

## Herausgeberschaften
- Typologie der Königsurkunden. Kolloquium de Commission Internationale de Diplomatique in Olmütz, 30.8.–3.9.1992. Acta colloquii Olomucensis 1992. Univerzita Palackého v Olomouci, Olmütz 1998, ISBN 80-7067-925-5.
- mit Gustav Friedrich, Zdeněk Kristen: Codex diplomaticus et epistolaris regni Bohemiae. Band III, Fasciculus 3: Acta spuria et additamenta inde ab anno MCCXXXI usque ad annum MCCXL. Universitas Palackiana Olomucensis, Olmütz 2000, ISBN 80-244-0106-1.
- Codex diplomaticus et epistolarius Regni Bohemiae. Band III, Fasciculus 4: Index nominum et glossarium inde ab anno MCCXXXI usque ad annum MCCXL. Universitas Palackiana Olomucensis, Olmütz 2002, ISBN 80-244-0402-8.
- mit Stanislav Červenk: Olomoucké horologium. Kolektář biskupa Jindřicha Zdíka. = Horologium Olomucense. Kollektar des Bischofs Heinrich Zdík. Univerzita Palackého v Olomouci u. a., Olomouc u. a. 2011, ISBN 978-80-244-2446-0.[1]